# Зоряні війни: Сказання про джедаїв
«Зоряні війни: Сказання про джедаїв» (англ. Star Wars: Tales of the Jedi) або просто «Сказання про джедаїв» — американський анімаційний телесеріал-антологія, створений Дейвом Філоні та Чарльзом Мюрреєм і спродюсований студією Lucasfilm Animation для стрімінгового сервісу Disney+. Він став частиною медіафраншизи "Зоряні війни " та розповів історії різних джедаїв за часів Трилогії приквелів.
Філоні почав писати сценарії до мультсеріалу під час роботи над телесеріалом "Мандалорець ", а перші подробиці стали відомі у травні 2022 року. Він складатиметься із шести епізодів, у кожному з яких буде по дві сюжетні лінії: одна розповість історію Асоки Тано, а інша — графа Дуку. Ліам Нісон, Майкл Річардсон, Джаніна Гаванкар, Метт Лантер та Ешлі Екштейн озвучують персонажів серіалу. Проект виконаний у тій же анімаційній стилістиці, що й інші мультсеріали Філоні — "Зоряні війни: Війни клонів " та "Зоряні війни: Бракована партія ".
Прем'єра всіх 6 епізодів «Сказань про джедаїв» відбулась 26 жовтня 2022 року.

## Сюжет
Кожен епізод «Сказань про джедаїв» розповідає історію за участю джедаєв часів Трилогії приквелів. Шість епізодів розбиті на два шляхи: перший розповідає про різні етапи життя Асокі Тано, а другий опише юність графа Дуку до його переходу на Темну сторону Сили.

## Ролі озвучували
- Корі Бертон — граф Дуку
- Ліам Нісон — Квай-Гон Джин
  - Майкл Річардсон — молодий Квай-Гон Джин
- Джаніна Гаванкар — Пав-ті: мати Асоки Тано
- Метт Лантер — Енакін Скайвокер
- Ешлі Екштейн — Асока Тано
- Терренс К. Карсон[en] — Мейс Вінду
- Ді Бредлі Бейкер — капітан Рекс

Також у мультсеріалі з'являться Бейл Органа, Тера Сінубе, Йода, Обі-Ван Кенобі, Йаддль, Понда Баба та Шостий брат.

## Епізоди
| № серії | Назва серії                  | Режисер(и)           | Сценарист(и)                   | Оригінальна дата виходу |
| --- | ---------------------------- | -------------------- | ------------------------------ | ----------------------- |
| 1 | «Життя та Смерть»            | Nathaniel Villanueva | Дейв Філоні                    | 26 жовтня 2022          |
| Через рік після народження, немовля Асоку Тано беруть на своє перше полювання з матір'ю Пав-ті Тано. Обох дивує велика хижа тварина, яка викрадає Асоку. Після того, як Асока приборкала тварину і змусила привезти її до села, староста села розуміє, що вона має сильний зв'язок із Силою. |                              |                      |                                |                         |
| 2 | «Справедливість»             | Saul Ruiz            | Дейв Філоні                    | 26 жовтня 2022          |
| Майстер-джедай граф Дуку та його падаван Квай-Гон Джинн відправляються в напівзруйноване село на планеті, щоб повернути викраденого сина сенатора Дагонета. Там вони виявляють, що корумпований сенатор морить голодом своїх людей і відмовляється піти зі своєї посади, спонукаючи їх до цієї відчайдушної змови. Дагонет зненацька нападає на сховок та погрожує знищити сховок щоб передостерегти місто, але Дуку використовує придушення Сили на Дагонеті, для запобіганню цьому. Квай-Гон і син сенатора переконують Дуку не вбивати Дагонета; однак син стає на бік своїх викрадачів і обіцяє селянам, що допоможе їм. |                              |                      |                                |                         |
| 3 | «Вибір»                      | Charles Murray       | Charles Murray and Élan Murray | 26 жовтня 2022          |
| Майстри-джедаї Дуку та Мейс Вінду відправляються до Раксуса Секундас, щоб отримати тіло члена Ради джедаїв Катрі для поховання. Всупереч наказам, Дуку наполягає на розслідуванні таємничої смерті. Вони виявляють, що на сенатора Ларіка та майстра Катрі напали охоронці самого Ларіка, які хотіли змусити корумпованого сенатора припинити виснажувати ресурси Раксуса. Двоє джедаїв приборкують охорону, але не раніше, ніж охорона вбиває сенатора. Після похорону Катрі в Храмі джедаїв, Вінду підвищують на вакантне місце в Раді джедаїв замість старшого Дуку. Вінду каже, що це, ймовірно, через те, що Дуку не слідує правилам та використовує агресивні методи. |                              |                      |                                |                         |
| 4 | «Лорд Ситхів»                | Saul Ruiz            | Дейв Філоні                    | 26 жовтня 2022          |
| У храмі джедаїв на Корусанті Дуку таємно використовує коди доступу, які належали майстру-джедаю Сайфо-Діасу, щоб проникнути в архіви джедаїв і стерти всі записи щодо планети Каміно. Незабаром після цього Джокаста Ну повідомляє Дуку про зустріч Квай-Гона з Дартом Молом на Татуїні. Пізніше Дуку зустрічається з Квай-Гоном і майстром-джедаєм Яддлем. Трійця обговорює зустріч з лордом ситхів. Дуку попереджає свого колишнього учня, що Рада джедаїв навряд чи серйозно сприйме занепокоєння щодо загрози Мола. Незабаром після смерті Квай-Гона Яддль дізнається, що про співпрацю Дуку з іншим лордом ситхів, Дартом Сідіусом. Вона намагається переконати Дуку, але безуспішно. Вони вступають у двобій на світлових мечах у присутності Сідіуса. Дуку вбиває Яддля, щоб довести свою вірність Сідіусу, таким чином зміцнюючи падіння Дуку на Темну сторону Сили.                                                                                 |                              |                      |                                |                         |
| 5 | «Практика робить досконалим» | Saul Ruiz            | Дейв Філоні                    | 26 жовтня 2022          |
| Розчарований надто простою симуляцією битви, з якою доводиться тренуватися його падавану Асокі, Енакін Скайвокер придумує сувору вправу, під час якої їй доводиться здолати велику групу солдатів-клонів, озброєних електрошокерами. Під час Війн клонів Скайвокер проводить більше тренувань свого падавана з клонами 501-го легіону під керівництвом себе та капітана Рекса. Наприкінці війни Асока використовує навички, отримані під час навчань, щоб вижити після введення в дію наказу 66 на борту республіканського крейсера «Трибунал». |                              |                      |                                |                         |
| 6 | «Рішення»                    | Saul Ruiz            | Дейв Філоні                    | 26 жовтня 2022          |
| На Набу під час похорону Падме Амідали сенатор Бейл Органа на мить бачить знайоме обличчя Асоки Тано. Він переслідує її в колонаду королівського палацу і запитує її, чому вона прийшла з огляду на небезпеку. Помітивши, що наближається патруль солдатів-клонів, Бейл виводить її з палацу, даючи їй комулінк на випадок, якщо їй знадобиться допомога. Через деякий час Асока ховається і стає фермером. Після того, як брат фермерші, яку вона врятувала за допомогою Сили, усвідомлює ким Асока є насправді та повідомляє про неї Імперії, село, в якому вона працювала, вирізається та підпалюється Інквізитором. Асока стикається з Інквізитором і вбиває його. Наступного дня після протистояння вона зв’язується з Органою, який прибуває, щоб забрати тих, хто вижив після нападу Імперії. Він запитує Асоку, чи готова вона приєднатися до його боротьби проти Імперії. Вона приймає пропозицію Бейла і приєднується до його осередку повстанців. |                              |                      |                                |                         |

## Виробництво і прем'єра
У ході роботи над телесеріалом " Мандалорець " Дейв Філоні почав писати короткі історії про різних джедаїв, що жили за часів Трилогії приквелів. У грудні 2021 року логотип «Сказань про джедаїв» разом із логотипами інших фільмів та телесеріалів Lukasfilm був включений у святкові подарунки для співробітників студії. Таку ж назву носила не пов'язана з мультсеріалом серія коміксів, що випускалася в 1990-х роках видавництвом Dark Horse Comics. Lucasfilm підтвердила проект у квітні 2022 року. Наприкінці травня Філоні представив серіал на тематичній панелі на Star Wars Celebration ; тоді ж було оголошено, що серіал складатиметься з шести епізодів, сценарії до яких написали Філоні та сценарист «Війни клонів» Чарльз Мюррей, і що кожна серія триватиме 15 хвилин.
Філоні описує серіал як дослідження «двох шляхів і двох виборів», один з яких фокусується на Асоці Тано, а інший — на графі Дуку. Будуть показані три етапи життя кожного персонажа. Порівнюючи мультсеріал з «Війнами клонів», Філоні помітив більш повільне оповідання «Сказань про джедаїв» і порівняв їх з «тонною поем», де акцент робиться не на діалоги, а на дію. Це було натхнено творчістю Хаяо Міядзакі, а також наставника Філоні, творця «Зоряних воєн» Джорджа Лукаса. Спочатку Філоні хотів показати, як Асока прийшла в Орден джедаєв за допомогою Пло Куна, але оскільки в «Зоряних війнах» практично не було історій про матерів, він вирішив натомість написати сюжет про перше полювання Асоки зі своєю матір'ю. Він вважав за важливе, що «першим, хто сказав Асоці „Не бійся“, була її мати». Філоні попередив, що після першого епізоду зі щасливою кінцівкою та «милою малечею Асокою» «будуть не тільки веселі, радісні історії. Згодом буде жорсткіше». Частково він вважав історію Дуку «надзвичайно трагічною» і називав епізоди за його участю найпохмурішими. Сценарії до них були написані під час пандемії COVID-19. Проблемою Дуку, яку Філоні хотів дослідити, стали його взаємини зі своїм учнем Квай-Гоном Джинном, якого він описував як одного з кращих і, в якомусь сенсі, найцікавіших джедаїв через свою філософію, відмінну від Ради джедаїв. Де він міг цьому навчитися, якщо не у свого наставника, графа Дуку? "
Серіал використовує той самий стиль анімації, як і «Війни клонів».
Прем'єра «Сказань про джедаїв» відбудеться на Disney+ 26 жовтня 2022 року. Мультсеріал складатиметься із шести епізодів, які вийдуть в один день.